# Quinta El Mirador
Pour les articles homonymes, voir Quinta et Mirador.
Quinta El Mirador est une localité rurale argentine située dans le département de Biedma, dans la province de Chubut.

## Démographie
La localité compte 626 habitants (Indec, 2010), soit 306 femmes et 320 hommes, ce qui représente une nette augmentation annuelle de 15,17 % par rapport au recensement précédent de 2001 qui comptait 177 habitants.